# Todesengel the Fall of Life
Todesengel the Fall of Life è il terzo album dei Kirlian Camera, pubblicato nel 1991 dalla Blue Rain Records.

## Tracce
Lato A
1. Vienna – 8:37 (B. Currie, C. Cross, M. Ure, W. Cann)
2. n The Endless Rain – 4:35 (Angelo Bergamini)
3. Bondarenko: The Lost Days – 3:52 (Angelo Bergamini)
4. Fields Of Sunset (Days Of The Scythe) – 3:20 (Angelo Bergamini)
5. Ars Moriendi – 5:42 (Mauro Montacchini)
6. We Will Rock You – 10:13 (Brian May)
7. U-Bahn V.2 "Heiligenstadt" – 6:54 (Angelo Bergamini)
8. Sterben... – 5:36 (Angelo Bergamini)